# Sustitución en integración
En cálculo, integración por sustitución, también conocido como cambio de variable, es un método para evaluar integrales y antiderivadas. Es la contraparte a la regla de cadena para diferenciación.

## Sustitución para una variable

### Introducción
Antes de enunciar el teorema de manera formal, considere un caso sencillo para integrales indefinidas.
Calcular {\displaystyle \textstyle \int (2x^{3}+1)^{7}(x^{2})\,dx}
Sea {\displaystyle u=2x^{3}+1}. Esto significa {\displaystyle \textstyle {\frac {du}{dx}}=6x^{2}} o en forma diferencial {\displaystyle du=6x^{2}\,dx}. Ahora 
,{\displaystyle {\begin{aligned}\int (2x^{3}+1)^{7}(x^{2})\,dx&={\frac {1}{6}}\int \underbrace {(2x^{3}+1)^{7}} _{u^{7}}\underbrace {(6x^{2})\,dx} _{du}\\&={\frac {1}{6}}\int u^{7}\,du\\&={\frac {1}{6}}\left({\frac {1}{8}}u^{8}\right)+C\\&={\frac {1}{48}}(2x^{3}+1)^{8}+C\end{aligned}}}
donde {\displaystyle C\in \mathbb {R} } es una constante arbitraria de integración.
Este procedimiento es frecuentemente utilizado pero no todas las integrales permiten su uso. En cualquier caso en que sea aplicable, el resultado puede verificarse derivando y comparando con el integrando original.
{\displaystyle {\begin{aligned}{\frac {d}{dx}}\left[{\frac {1}{48}}(2x^{3}+1)^{8}+C\right]&={\frac {1}{48}}\;8(2x^{3}+1)^{7}(6x^{2})\\&=x^{2}(2x^{3}+1)^{7}\end{aligned}}}
Para integrales definidas, los límites de integración deben ajustarse a la nueva variable pero el procedimiento es prácticamente igual.

### Integrales definidas
Sea {\displaystyle \varphi :[a,b]\to I} una función continuamente diferenciable donde {\displaystyle I\subseteq \mathbb {R} } es un intervalo. Supóngase que {\displaystyle f:I\to \mathbb {R} } es una función continua entonces  
{\displaystyle \int _{a}^{b}f(\varphi (x))\varphi '(x)\,dx=\int _{\varphi (a)}^{\varphi (b)}f(u)\,du.}
La fórmula es usada para transformar una integral a una integral que es más fácil de calcular. 

### Demostración
La fórmula de integración por sustitución puede ser demostrada utilizando el teorema fundamental de cálculo como sigue. 
Sean {\displaystyle f} y {\displaystyle \varphi } funciones tales que {\displaystyle f} es continua en {\displaystyle I} y {\displaystyle \varphi } tiene derivada {\displaystyle \varphi '} tal que es integrable en el intervalo cerrado {\displaystyle [a,b]} entonces la función {\displaystyle f\left(\varphi (x)\right)\varphi '(x)} también es integrable en {\displaystyle [a,b]}. Por lo que las integrales
{\displaystyle \int _{a}^{b}f(\varphi (x))\varphi '(x)\,dx}
y
{\displaystyle \int _{\varphi (a)}^{\varphi (b)}f(u)\,du}
existen y queda demostrar que son iguales.
Dado que {\displaystyle f} es continua, tiene una antiderivada {\displaystyle F}.  La  función compuesta {\displaystyle F\circ \varphi } está definida, como {\displaystyle \varphi } es diferenciable, combinando la regla de cadena y la definición de antiderivada obtenemos
{\displaystyle (F\circ \varphi )'(x)=F'(\varphi (x))\varphi '(x)=f(\varphi (x))\varphi '(x).}
Aplicando el teorema fundamental del cálculo dos veces obtenemos
{\displaystyle {\begin{aligned}\int _{a}^{b}f(\varphi (x))\varphi '(x)\,dx&=\int _{a}^{b}(F\circ \varphi )'(x)\,dx\\&=(F\circ \varphi )(b)-(F\circ \varphi )(a)\\&=F(\varphi (b))-F(\varphi (a))\\&=\int _{\varphi (a)}^{\varphi (b)}f(u)\,du,\end{aligned}}}

### Ejemplos

#### Ejemplo 1
Considere la integral
{\displaystyle \int _{0}^{2}x\cos(x^{2}+1)dx.}
Haga la sustitución {\displaystyle u=x^{2}+1} para obtener {\displaystyle du=2xdx}, esto es {\displaystyle \textstyle xdx={\frac {1}{2}}du}  Por lo que
{\displaystyle {\begin{aligned}\int _{x=0}^{x=2}x\cos(x^{2}+1)dx&={\frac {1}{2}}\int _{u=1}^{u=5}\cos(u)\,du\\&={\frac {\operatorname {sen}(u)}{2}}{\bigg |}_{1}^{5}\\&={\frac {\operatorname {sen}(5)-\operatorname {sen}(1)}{2}}.\end{aligned}}}
Dado que el límite inferior {\displaystyle x=0} fue reemplazado por {\displaystyle u=1} y el límite superior {\displaystyle x=2} con {\displaystyle 2^{2}+1=5}, regresar a la variable original {\displaystyle x}, fue innecesario.

### Antiderivadas
La sustitución puede ser usada para determinar antiderivadas. Uno escoge una relación entre {\displaystyle x} y {\displaystyle u}, determina la relación correspondiente entre {\displaystyle dx} y {\displaystyle du} mediante diferenciación y realiza las sustituciones. 
Similar al ejemplo 1 de arriba, la siguiente antiderivada puede ser obtenida utilizando este método:
{\displaystyle {\begin{aligned}\int x\cos(x^{2}+1)\,dx&={\frac {1}{2}}\int 2x\cos(x^{2}+1)\,dx\\&={\frac {1}{2}}\int \cos u\,du\\&={\frac {1}{2}}\operatorname {sen} u+C\\&={\frac {1}{2}}\operatorname {sen}(x^{2}+1)+C\end{aligned}}}
donde {\displaystyle C\in \mathbb {R} } es una constante arbitraria de integración.
Para este ejemplo, no hubo límites de integración que modificar pero en el último paso regresar a la variable original {\displaystyle u=x^{2}+1} es necesario. 
La función tangente puede ser integrada utilizando sustitución expresándola en términos del seno y coseno:
{\displaystyle \int \tan x\,dx=\int {\frac {\operatorname {sen} x}{\cos x}}\,dx}
Utilizando la sustitución {\displaystyle u=\cos x} obtenemos {\displaystyle du=-\sin x\,dx} y 
{\displaystyle {\begin{aligned}\int \tan x\,dx&=\int {\frac {\operatorname {sen} x}{\cos x}}\,dx\\&=\int -{\frac {du}{u}}\\&=-\ln |u|+C\\&=-\ln |\cos x|+C\\&=\ln |\sec x|+C.\end{aligned}}}

## Sustitución para múltiples variables
Uno también puede utilizar el método de sustitución cuando integra funciones de varias variables. Aquí la función de sustitución {\displaystyle (v_{1},\dots ,v_{n})=\varphi (u_{1},\dots ,u_{n})} necesita ser inyectiva y continuamente diferenciable, los diferenciales se transforman como
{\displaystyle dv_{1}\cdots dv_{n}=|\det(D\varphi )(u_{1},\ldots ,u_{n})|\,du_{1}\cdots du_{n},}
donde {\displaystyle \det(D\varphi )(u_{1},\dots ,u_{n})}denota el determinante de la matriz jacobiana de derivadas parciales de {\displaystyle \varphi } en el punto {\displaystyle (u_{1},\dots ,u_{n})}. 
De manera más precisa, el fórmula del cambio de variables se enuncia en el siguiente teorema 
Teorema. Sean {\displaystyle U} un subconjunto abierto en {\displaystyle \mathbb {R} ^{n}} y {\displaystyle \varphi :U\to \mathbb {R} ^{n}} una función diferenciable inyectiva con derivadas parciales continuas entonces para cualquier función continua real {\displaystyle f} con soporte contenido en {\displaystyle \varphi (U)}
{\displaystyle \int _{\varphi (U)}f(\mathbf {v} )\,d\mathbf {v} =\int _{U}f(\varphi (\mathbf {u} ))\left|\det(D\varphi )(\mathbf {u} )\right|\,d\mathbf {u} .}
Para funciones Lebesgue medibles, el teorema puede enunciarse de la siguiente forma:
Teorema. Sean {\displaystyle U} un subconjunto medible en {\displaystyle \mathbb {R} ^{n}} y {\displaystyle \varphi :U\to \mathbb {R} ^{n}} una función inyectiva, suponga que para cada {\displaystyle x\in U} existe {\displaystyle \varphi '(x)\in \mathbb {R} ^{n,n}} tal que {\displaystyle \varphi (y)=\varphi (x)+\varphi '(x)(y-x)+o(||y-x||)} cuando {\displaystyle y\to x} entonces {\displaystyle \varphi (U)} es medible y para cualquier función real {\displaystyle f} definida en {\displaystyle \varphi (U)}
{\displaystyle \int _{\varphi (U)}f(v)\,dv=\int _{U}f(\varphi (u))\left|\det \varphi '(u)\right|\,du}

## Aplicación en probabilidad
La sustitución puede ser utilizada para responder a la siguiente pregunta en probabilidad: dada una variable aleatoria {\displaystyle X} con función de densidad {\displaystyle p_{X}} y otra variable aleatoria {\displaystyle Y} tal que {\displaystyle Y=\phi (X)}, ¿cuál es función de densidad para {\displaystyle Y}?
Es muy fácil responder esta pregunta respondiendo primero: ¿cuál es la probabilidad de que {\displaystyle Y} tome un valor en algún subconjunto particular {\displaystyle S}? Denote esta probabilidad {\displaystyle P(Y\in S)}, si {\displaystyle Y} tiene función de densidad {\displaystyle p_{Y}} entonces la respuesta es
{\displaystyle P(Y\in S)=\int _{S}p_{Y}(y)\,dy,}
pero esto realmente no es útil pues no sabemos quién es  {\displaystyle p_{Y}}; que es lo que estamos intentando encontrar. Podemos progresar si consideramos el problema en la variable {\displaystyle X}. {\displaystyle Y} toma un valor en {\displaystyle S}  siempre que {\displaystyle X} toma un valor en {\displaystyle \phi ^{-1}(S)}, por lo que
{\displaystyle P(Y\in S)=\int _{\phi ^{-1}(S)}p_{X}(x)\,dx.}
cambiando de variable {\displaystyle x} a {\displaystyle y} obtenemos
{\displaystyle P(Y\in S)=\int _{\phi ^{-1}(S)}p_{X}(x)\,dx=\int _{S}p_{X}(\phi ^{-1}(y))\left|{\frac {d\phi ^{-1}}{dy}}\right|\,dy.}
combinando esto con la primera ecuación tendremos
{\displaystyle \int _{S}p_{Y}(y)\,dy=\int _{S}p_{X}(\phi ^{-1}(y))\left|{\frac {d\phi ^{-1}}{dy}}\right|\,dy,}
por lo que
{\displaystyle p_{Y}(y)=p_{X}(\phi ^{-1}(y))\left|{\frac {d\phi ^{-1}}{dy}}\right|.}
En el caso en el que {\displaystyle X} y {\displaystyle Y} dependan de varias variables no correlacionadas, es decir,  {\displaystyle p_{X}=p_{X}(x_{1},\ldots ,x_{n})} y {\displaystyle y=\phi (x)}, {\displaystyle p_{Y}} puede ser hallada por sustitución en varias variables como se mencionó anteriormente, este resultado es
{\displaystyle p_{Y}(y)=p_{X}(\phi ^{-1}(y))\left|\det D\phi ^{-1}(y)\right|.}